# Перелік кавалерів Хреста Симона Петлюри (Щ)
Ця сторінка — інформаційний реєстр. Див. також основні статті: Хрест Симона Петлюри та Перелік кавалерів Хреста Симона Петлюри.
В алфавітному порядку представлені всі відомі кавалери Хреста Симона Петлюри, чиї прізвища починаються з літери «Щ». 
| № | Фото | Ім'я                       | Дата народження | Місце народження                      | Дата смерті       | Місце смерті                                                  | Звання       | Підрозділ | № ордена |
| - | ---- | -------------------------- | --------------- | ------------------------------------- | ----------------- | ------------------------------------------------------------- | ------------ | --------- | -------- |
| 1 |      | Щербак Степан Терентійович | 1 березня 1901  | Таращанський повіт, Київська губернія | 22 листопада 1921 | Базар, Базарська волость, Овруцький повіт, Волинська губернія | Підполковник |           |          |